# La Vengeance aux yeux clairs
La Vengeance aux yeux clairs est une série télévisée franco-belge réalisée par David Morley puis Nicolas Guicheteau et produite par Jean-Luc Azoulay, Jean-Sébastien Bouilloux et JLA Productions en coproduction avec TF1, Be-Films et la RTBF (télévision belge). 
En Suisse la série est diffusée sur la RTS Un depuis le 3 septembre 2016,, en Belgique depuis le 4 septembre 2016 sur La Une, depuis le 8 septembre 2016 sur TF1 et en Italie depuis le 27 décembre 2016 sur Canale 5. La seconde saison est diffusée depuis le 20 novembre 2017 sur TF1.
La série est disponible en intégralité sur la plateforme MYTF1.

## Synopsis
Emma Fortuny a perdu ses parents et son frère le jour de son 20ème anniversaire. Assassinés, les meurtres de sa mère et son frère ont été maquillés en accident de voiture, auquel elle a échappé. Encore déchirée par ce qui est survenu dix ans plus tôt, devenue mère d'une petite fille, elle décide de revenir sur la Côte d'Azur pour se venger, et rendre justice à sa famille, sous une nouvelle identité : Olivia Alessandri. Pour parvenir à ses fins, elle va donc infiltrer, en tant qu'avocate, une riche famille locale, les Chevalier, qu'elle sait impliquée dans l'assassinat de ses proches, afin de découvrir l'identité du commanditaire. Mais ce n'est pas aussi simple que cela, face à la corruption locale. 
De plus, cette famille est celle de son ancien petit-ami, Alexandre Chevalier, le cadet de la famille, dont elle serait encore éprise. Au travers des différents épisodes, Olivia se fixera comme objectif de détruire les responsables de l'assassinat de sa famille en s'infiltrant au sein de leur famille. Mais cela risque de ne pas être chose facile puisque des membres de la famille semblent réticents à l'idée de voir cette avocate prendre une place de plus en plus importante dans la famille et la vie d'Étienne Chevalier.

## Distribution
- Laëtitia Milot : Olivia Alessandri / Emma Fortuny
- Claire Borotra : Pénélope Delisle
- Bernard Yerlès : Étienne Chevalier
- Benoît Michel : Alexandre Chevalier, fils d'Étienne
- Aurélien Wiik : Joris Chevalier, fils d'Étienne
- François Caron : Delattre, le juge corrompu par les Chevalier (saison 1)
- Lannick Gautry : Yann Legoff, flic (saison 1)
- Lola Dewaere : Pauline Jordan, flic
- Sophie Duez : Béatrice Leclerc, tante d'Olivia / Madeleine, mère de Joris
- Roby Schinasi : Romain Chevalier, fils d'Étienne
- Antoine Ferey : Antoine Fortuny, frère d'Emma
- Laurent Maurel : Adrien Lartigue
- Clara Boyer : Lou Alessandri
- Fabien Baïardi : Pascal Milacci
- Clémentine Justine : Maya Zarca, l'amie d'Emma
- Virginie Caliari : Lilah Benattia (saison 2)
- Jo Prestia : Louis Gaspard (saison 2)
- Thierry Frémont : Jérôme Caradec, flic (saison 2)
- Florence Thomassin : Mylène Courtal (saison 2)
- Sabine Perraud : Louise Lartigue, sœur d'Adrien (saison 2)
- Manon Chevallier : Maureen Caradec, fille de Jérôme (saison 2)

## Fiche technique
- Titre original : La Vengeance aux yeux clairs
- Création : Franck Ollivier
- Réalisation : David Morley (saison 1), Nicolas Guicheteau (saison 2)
- Scénario : Franck Ollivier
- Adaptation et dialogues : Franck Ollivier
- Musique : Erwann Kermorvant
- Photographie : Marc Romani
- Montage : Romain Namura, Vincent Trisolini et Jean-Luc Thomas
- Production : Jean-Luc Azoulay, Jean-Sébastien Bouilloux, Christophe Louis et Bernard Paccalet
- Producteur exécutif : Jean-Luc Azoulay
- Sociétés de production : JLA Productions, TF1 Productions, Be-Films et la RTBF (coproduction)
- Sociétés de distribution : TF1 Distribution
- Pays :  France,  Belgique
- Langue : français
- Format : couleur
- Genre : drame, thriller
- Durée : 52 minutes
- Date de diffusion :
  - Suisse romande : 3 septembre 2016 sur RTS Un
  - Belgique : 4 septembre 2016 sur La Deux
  - France : Saison 1 : 8 septembre 2016 sur TF1 Saison 2 : 20 novembre 2017 sur TF1
  - Italie : 27 décembre 2016 sur Canale 5

## Production

### Développement
En octobre 2016, déçu des scénarios, TF1  annonce la mise en pause de la production en attendant les nouveaux scénarios
.
En février 2017, la chaîne confirme la reprise de la production pour la seconde saison.
Le 12 janvier 2018, Laëtitia Milot confirme que TF1 ne renouvellera pas la série pour une troisième saison.

## Épisodes

### Saison 1
1. Vingt ans pour toujours
2. D'entre les morts
3. Fille perdue
4. L'ombre d'un doute
5. Le retour du fils
6. L'épreuve du feu
7. La proie
8. Catharsis

Sur TF1, la saison 1 est diffusée au rythme de 2 épisodes chaque jeudi soir pendant 4 semaines, du jeudi 8 septembre 2016 au jeudi 29 septembre 2016. Chaque épisode dure environ 52 minutes. 
La série a eu droit à un budget colossal aussi bien devant la caméra qu'en post-production[réf. nécessaire].  
Bien que la saison 1 soit entièrement tournée (et diffusée sur TF1) en HD afin de profiter pleinement du travail de post-production et des décors, la saison n'est disponible qu'en édition DVD depuis le 30 septembre 2016[réf. nécessaire]. 
La saison 1 fut une véritable réussite pour TF1 et les audiences furent excellentes[réf. nécessaire].

### Saison 2
Tout comme la saison 1, la série a été diffusée d'abord en Suisse sur RTS Un (à partir du 11 novembre 2017 à raison de deux épisodes les samedis soir pendant trois week-ends consécutifs) et à partir du 20 novembre 2017 sur TF1, à raison de deux épisodes, tous les lundis soir, durant trois semaines. 
Dans cette saison, Olivia fait tout pour retrouver sa fille qui a été enlevée par Étienne Chevalier. C'est donc Olivia qui devra subir la vengeance d'Étienne et de Pénélope.  
1. Prisonnière
Apprenant qu’Étienne Chevalier a enlevé sa fille, Olivia est prête à tout pour la retrouver. Seule contre tous, elle parvient à remonter jusqu’au lieu où Lou est détenue. Mais le capitaine Caradec, nouveau policier chargé de la traquer ne voit en elle qu’une meurtrière sans foi ni loi...
2. Le choix d'Alexandre
Prise entre deux feux, Olivia est forcée de se rendre. Mais ce n’est qu’une stratégie temporaire pour tenter de rallier la police à sa cause. En vain, car elle est bientôt accusée de meurtre et soupçonnée d’être elle-même responsable de la disparition de sa fille. Elle n’a plus qu’un seul allié possible, Alexandre, son ex-petit ami et père de sa fille, à qui elle prend le risque d’avouer son identité. Pendant ce temps, Étienne Chevalier, blanchi des accusations, s’apprête à recouvrer la liberté...
3. Descente aux enfers
Alors qu’Étienne Chevalier retrouve sa maison et sa famille, Olivia est mise en examen pour meurtre et jetée en prison. Elle s’efforce de survivre dans un univers carcéral hostile. De son côté, Étienne Chevalier met en place son projet vis-à-vis de la fille d’Olivia qu’il veut arracher à sa mère et élever comme son héritière. Alexandre comprend que son père lui ment et qu’il a bel et bien enlevé sa fille.
4. Piège pour un flic
Olivia apprend qu’un contrat a été mis sur sa tête et qu’elle va être assassinée en prison. Elle avoue le meurtre de sa fille au capitaine Caradec et accepte de conduire les policiers à l’endroit où elle prétend avoir enterré le corps. Mais une surprise les attend sur place… Alexandre découvre les terribles projets de son père vis-à-vis de Lou et s’efforce de découvrir où elle est détenue quitte à se mettre lui-même en danger...
5. Effraction
Ayant réussi à s’évader, Olivia trouve refuge auprès de Louise, une amie. Elle peut y retrouver Alexandre et tous deux vont enfin s’avouer leur amour. Ayant compris la trahison de son fils, Étienne décide de le faire éliminer. Sous l’influence de sa collègue Pauline Jordan, Caradec commence à comprendre qu’Olivia est sans doute plus victime que coupable...
6. Renaissance
Ayant découvert le lieu de détention de Lou en Italie, Olivia et Alexandre parviennent à la libérer. Ils s’enfuient en attendant que la police arrête Étienne. Mais Olivia comprend qu’elle ne pourra jamais vivre comme une fugitive et décide de revenir à Nice, seule, pour enfin faire toute la lumière sur le meurtre de sa famille...

## Accueil

### Audiences

#### Saison 1 (2016)
| Épisode                     | Jour et horaire de diffusion            | Téléspectateurs | Parts de marché | Référence |
| --------------------------- | --------------------------------------- | --------------- | --------------- | --------- |
| 1 - Vingt ans pour toujours | Jeudi 8 septembre 2016 (21:10 - 22:00)  | 6,78            | 30,0 %          | [ 9 ]     |
| 2 - D'entre les morts       | Jeudi 8 septembre 2016 (22:00 - 22:50)  | 5,83            | 30,6 %          |           |
| 3 - Fille Perdue            | Jeudi 15 septembre 2016 (21:10 - 22:00) | 6,06            | 25,8 %          | [ 10 ]    |
| 4 - L'ombre d'un doute      | Jeudi 15 septembre 2016 (22:00 - 22:50) | 5,22            | 26,7 %          |           |
| 5 - Le retour du fils       | Jeudi 22 septembre 2016 (21:10 - 22:00) | 6,00            | 25,9 %          | [ 11 ]    |
| 6 - L'épreuve du feu        | Jeudi 22 septembre 2016 (22:00 - 22:50) | 5,34            | 28,1 %          |           |
| 7 - La proie                | Jeudi 29 septembre 2016 (21:10 - 22:00) | 6,14            | 25,3 %          | [ 12 ]    |
| 8 - Catharsis               | Jeudi 29 septembre 2016 (22:00 - 22:50) | 5,71            | 28,0 %          |           |

#### Saison 2 (2017)
| Épisode                  | Jour et horaire de diffusion           | Téléspectateurs | Parts de marché | Référence |
| ------------------------ | -------------------------------------- | --------------- | --------------- | --------- |
| 1 - Prisonnière          | Lundi 20 novembre 2017 (21:10 - 22:00) | 4,90            | 19,3 %          | [ 13 ]    |
| 2 - Le choix d'Alexandre | Lundi 20 novembre 2017 (22:00 - 22:50) | 4,42            | 20,8 %          |           |
| 3 - Descente aux enfers  | Lundi 27 novembre 2017 (21:10 - 22:00) | 5,07            | 19,6 %          | [ 14 ]    |
| 4 - Piège pour un flic   | Lundi 27 novembre 2017 (22:00 - 22:50) | 4,73            | 21,6 %          |           |
| 5 - Effraction           | Lundi 4 décembre 2017 (21:10 - 22:00)  | 5,34            | 21,1 %          | [ 15 ]    |
| 6 - Renaissance          | Lundi 4 décembre 2017 (22:00 - 22:50)  | 4,93            | 23,1 %          |           |

### Accueil critique
Le Parisien : « Dès la moitié du premier épisode (sur les 8), impossible de lâcher. L'intrigue est addictive, le rythme soutenu, le suspense intense et le personnage principal délicieusement ambigu. »
Paris Match : « Un thriller moderne, bien écrit et réalisé, même si on regrette parfois la facilité avec laquelle Olivia se joue et prend le dessus sur ses ennemis. »
Le Figaro : « La Vengeance aux yeux clairs ne révolutionne pas le genre ; elle rappelle le classique des années 1980 La Vengeance aux deux visages et la série Revenge qui se déroulaient dans les Hamptons. Mais on se laisse volontiers prendre au jeu grâce à Lætitia Milot, à contre-emploi sous les traits d’une femme "machiavélique mais touchante", comme elle le dit elle-même. »
Télérama : « Avec sa "grande série ambitieuse" (sic) de la rentrée, TF1 prétend "apporter un souffle nouveau au genre du feuilleton" (re-sic). Elle tient, en tout cas, une candidate très sérieuse au titre de nanar de l'année[réf. nécessaire]. »
Lors de la diffusion de la saison 2, le magazine belge Moustique parle d'un « feuilleton construit sur un coin de table par des copains ravis de se payer la gueule du monde en empilant les clichés », précisant : « on préférerait en tout cas cette version à l'idée de scénaristes planchant consciencieusement sur une telle histoire sans queue ni tête ». Le magazine admet pourtant la présence de bons acteurs, citant Thierry Frémont, Lola Dewaere, Bernard Yerlès et Lannick Gautry. Il attribue le succès de la série à « l'aspect feuilletonnant » qui fait que « tout le monde veut connaître la fin ».

## Spin-off
En février 2019, Laëtitia Milot annonce par l'intermédiaire d'un post Instagram qu'une série dérivée est en tournage. Cette série s'intitulera Olivia  et s'intéressera au personnage Olivia Alessandri incarné par Laëtitia Milot. Elle tournera autour de sa vie d'avocate cinq ans après les événements apparus dans la série La Vengeance aux yeux clairs. Ce spin-off sera diffusé à partir du 17 octobre 2019.